# آی‌اواس ۱۵
آی‌اواس ۱۵ (به انگلیسی: iOS 15)، پانزدهمین نسخه از سیستم عامل موبایل آی‌اواس است که توسط اپل توسعه یافته و جانشین آی‌اواس ۱۴ خواهد شد. این سیستم عامل برای آیفون و آی‌پاد تاچ استفاده خواهد شد. این نسخه در کنفرانس جهانی توسعه‌دهندگان اپل در تاریخ ۷ ژوئن ۲۰۲۱ به عنوان جانشین آی‌اواس ۱۴ معرفی گشت و در تاریخ ۲۰ سپتامبر برای همگان منتشر شد.

## ویژگی‌های سیستم

### حریم خصوصی
در آی‌اواس ۱۵ دسترسی‌ها و بسیاری از ویژگی‌های آن دستخوش تغییر خواهد شد.

### فیس تایم
تغییرات و ارتقاء فیس تایم با امکانات و بهبود ویژگی‌ها.

### iMessage
با کشیدن انگشت کاربر به سمت راست روی یک تصویر، پیش‌نمایش آن‌ها بدون اشغال کردن تمام صفحه مشاهده می‌شود.

### اعلان‌ها
به‌جای نمایش یک رشته طولانی از اعلان‌های از دست رفته، آن‌ها را تنها با یک عنوان و در مکان فشرده‌ای نمایش می‌دهد.

## تاریخچه
نخستین نسخه بتای توسعه دهنده آی‌اواس ۱۵ در ۷ ژوئن ۲۰۲۱ و نخستین بتای عمومی این سیستم عامل در پایان ژوئن ۲۰۲۱ منتشر گردید. این سیستم عامل با قابلیت‌های تازه در تاریخ ۲۰ سپتامبر منتشر شد.

### به‌روزرسانی
به‌روزرسانی‌ها معمولاً به شکل اتومات انجام می‌گیرند ولی برای تسریع دریافت به‌روزرسانی یا اگر به‌روزرسانی اتومات را خاموش کرده‌اید، یا به هر دلیل دیگر که نیاز به به‌روزرسانی دستی به نسخه تازه است می‌توانید پس از اتصال دستگاه خود به اینترنت وای-فای (Wi-Fi) به تنظیمات دستگاه (Settings) مراجعه و در بخش جنرال (General) سربرگ آپدیت نرم‌افزار (Software Update)، آخرین نسخه به‌روزرسانی شده آی‌اواس قابل نصب بر روی دستگاه تان را به‌رایگان دریافت کنید.
| نسخه   | شماره ساخت                 | تاریخ انتشار    | یادداشت |
| ------ | -------------------------- | --------------- | --- |
| ۱۵٫۰   | 19A341                     | ۲۴ سپتامبر ۲۰۲۱ | با آیفون ۱۳ و آیفون ۱۳ پرو عرضه شد |
| ۱۵٫۰   | 19A346                     | ۲۰ سپتامبر ۲۰۲۱ | نخستین انتشار |
| ۱۵٫۰٫۱ | 19A348                     | ۱ اکتبر ۲۰۲۱    | رفع اشکالات نرم‌افزاری (Bug Fixes) - رفع مشکلات ارتباطی برخی گوشی‌های آیفون ۱۳ با اپل واچ |
| ۱۵٫۰٫۲ | 19A404                     | ۱۱ اکتبر ۲۰۲۱   | رفع اشکالات نرم‌افزاری (Bug Fixes) - رفع مشکلات مربوط به پیامک‌ها (Messages)، گالری (photo)، بروزرسانی امنیتی و بیشتر                                                                            |
| ۱۵٫۱   | 19B74                      | ۲۵ اکتبر ۲۰۲۱   | ویژگی‌های تازه - اشتراک گذاری (Shareplay) - متن زنده به اپ دوربین - رفع مشکلات مربوط به اپ Photos، بیشتر                                                                                        |
| ۱۵٫۱٫۱ | 19B81                      | ۱۷ نوامبر ۲۰۲۱  | رفع اشکالات نرم‌افزاری - عملکرد تماس قابل نصب تنها برای گوشی‌های سری آیفون ۱۲ و آیفون ۱۳ |
| ۱۵٫۲   | 19C56 19C57 (سری آیفون ۱۳) | ۱۳ دسامبر ۲۰۲۱  | رفع اشکالات نرم‌افزاری ویژگی‌های تازه |
| ۱۵٫۲٫۱ | 19C63                      | ۱۲ ژانویه ۲۰۲۲  | رفع اشکالات نرم‌افزاری |
| ۱۵٫۳   | 19D50                      | ۲۶ ژانویه ۲۰۲۲  | رفع اشکالات نرم‌افزاری ویژگی‌های تازه |
| ۱۵٫۳٫۱ | 19D52                      | ۱۰ فوریه ۲۰۲۲   | رفع اشکالات نرم‌افزاری |
| ۱۵٫۴   | 19E241                     | ۱۴ مارس ۲۰۲۲    | رفع اشکالات نرم‌افزاری ویژگی‌های تازه - باز کردن فیس ID هنگام استفاده از ماسک برای گوشی‌های سری آیفون ۱۲ به بعد - Tap to Pay - Apple Card Widget - اموجی‌های تازه - گزینه‌های آوایی تازه برای Siri. |
| ۱۵٫۴٫۱ | 19E258                     | ۳۱ مارس ۲۰۲۲    | رفع اشکالات نرم‌افزاری |
| ۱۵٫۵   | 19F77                      | ۱۶ می ۲۰۲۲      | رفع اشکالات نرم‌افزاری |
| ۱۵٫۶   | 19G71                      | ۲۰ جولای ۲۰۲۲   | رفع اشکالات نرم‌افزاری |
| ۱۵٫۶٫۱ | 19G82                      | ۱۷ آگوست ۲۰۲۲   | بروزرسانی امنیتی |
| ۱۵٫۷   | 19H12                      | ۱۲ سپتامبر ۲۰۲۲ | بروزرسانی امنیتی |
| ۱۵٫۷٫۳ | 19H307                     | ۲۳ ژانویه ۲۰۲۳  | رفع اشکالات نرم‌افزاری بروزرسانی امنیتی |
| ۱۵٫۷٫۶ | 19H349                     | ۱۸ می ۲۰۲۳      | رفع اشکالات نرم‌افزاری بروزرسانی امنیتی |

راهنما:
      نسخه پیشین
      نسخه کنونی
      نسخه بتا
واژه‌ها
نسخه بتا (Beta): نسخهٔ بتا نسخه ای از نرم‌افزار بوده که به‌شکل کامل توسعه داده شده، ولی هنوز به‌طور کامل آزمایش نشده‌است. این نسخه، نسخه‌ای نزدیک به نسخهٔ پایانی است و از آن برای گرفتن بازخورد از مشتریان برای بهبود کیفیت نرم‌افزار استفاده می‌شود.
نسخه آرسی (RC): این نسخه معمولاً آخرین نسخه از یک بخش نرم‌افزار در مرحله بتا برای توسعه دهندگان است. و به‌طور معمول آخرین نسخه بتا پیش از انتشار اصلی می‌باشد. تا پیش از نسخه آی‌اواس ۱۴٫۲، اپل واژه‌های (Golden Master (GM را بکار می‌برد ولی پس از آن این نسخه از نرم‌افزار را به Release Candidate (نامزد انتشار) نام گردانی کرد.